# Щаза из Куркли
Щаза́ из Куркли́ (лак. Ккуркуллал Щаза; настоящее имя Ахмедова Щаза дочь Мухаммада; 1868, Куркли — 6 апреля, 1937) — дагестанская лакская поэтесса, классик лакской литературы.
Поэт и литературовед Магомед-Загид Аминов считает, что „в истории лакской культуры Щаза — первый человек, который осознал себя профессиональным певцом“.
В 2018 году отмечалось 150 лет со дня рождения Щазы. Называются разные даты её рождения и смерти. Сохранился паспорт, который Щаза получила в Москве, приехав к сыну. В нём указан год рождения 1868, но нет месяца и числа. Дата её смерти известна из телеграммы, присланной родственниками из Вицхи — 6 апреля 1937 года.

## Биография
Щаза родилась в селе Куркли. Куркли стало частью её поэтического имени. У неё были три сестры: Айшат, Салихат и Чебудуш. Но поэтом и певицей стала только Щаза. Она обладала сильным, независимым характером, певческим и поэтическим талантом, была умной и необычайно красивой. Эти качества счастья много не приносят и сейчас, как и в то время. Она встретила юношу из другого селения, из богатой и знатной семьи. Они полюбили друг друга, но вмешались злые силы. Возможно, этими силами было имущественное неравенство, возможно, её пение. Песни слушать любили, но поющая принародно женщина теряла свою репутацию. Отец выгнал её из дома. У Щазы нет ни одного стихотворения о матери, о сёстрах. Не заступились? Видно страх перед мужем был очень силён, оказался не по силам даже матери. И Щаза ушла из дома. Покинув родной дом, она долго жила в прислугах в разных селениях, яркая талантливая девушка становилась лёгкой добычей сплетников, и ей снова и снова приходилось искать новое место работы. Однажды к казикумухскому кадию (судье), в доме которого она работала, пришёл его кунак из Вачи. Где-то можно прочитать, что пришедший гость был не молод, где-то, что богат, кадий познакомил его с Щазой и её выдали замуж. Пишут, что в доме кадия к ней относились как к родной. Что ж, спасибо им, если так. Щаза устала скитаться по чужим людям, хотелось обрести свой дом. Но даже выйдя замуж, Щаза не могла не петь. Возможно, это было одной из многих, а может самой главной причиной того, что совместная жизнь не получилась.
Чем жить с нелюбимым
Покорной женой,
Уж лучше метаться
От боли зубной.
Чем кланяться мужней
Постылой родне,
Уж лучше остаться

Безродною мне!
Неизвестно, как долго они прожили вместе. У них родились сын и дочь. Однажды Щаза пела на свадьбе и разгулявшиеся гости стали стрелять, одна из пуль попала в маленькую дочь Щазы, стоявшую с ней рядом. Рассказывают, что она прижала к себе мёртвую девочку и допела песню. Сильный характер. Наверно, Щаза и её муж были очень разными людьми.
По утрам зелёным
Выхожу я в поле,
Станом тополиным
Трепеща на воле.
Вечером в холодный
Возвращаюсь двор…
И несу в слезах я

Отнятый простор.
Не хотела, чтобы у неё отнимали простор, вот и ушла с сыном в никуда. Муж был лудильщиком, многие в Вачи занимались этим ремеслом. Чтобы заработать деньги, лудильщики уходили на отхожие промыслы. Вот и муж её ушёл и не вернулся. О нём больше ничего не известно. Можно предположить, что Щаза зарабатывала на жизнь пением на свадьбах, была плакальщицей. Примерно в 1925 году сын Абдурахман уехал в Москву, в 1933 году получил квартиру и пригласил её приехать к себе. Щаза приехала, но в Москве не осталась. В 1937 году Щаза умерла. Похоронена в Куркли. Недавно на её могиле поставили новый памятник.

## Оценки
Очень хорошо написала о Щазе литературовед Наталья Владимировна Капиева:
„Стихи Щазы — точно белые слезинки ландыша на высоком стройном стебле. Они все едины, как его соцветие, все о любви, о любовной беде, обманном счастье. И такая же в них скромность, безыскусственность. Простота её — от высокого таланта.“
„Песни Щазы прелестны. Благоуханная, чисто народная их прелесть мне почему-то всегда приводит на ум лакское название ландыша: «слёзы Марьям»… Не сомневаюсь, что удивительное это название когда-то в незапамятные времена придумала женщина и что женщина эта была несчастна… “
 В песнях горя Щазы — горе становится красивым. И ещё Н. Капиева описывает внешность Щазы со слов женщины, мать которой была подругой Щазы, они вместе любили петь: 
„Белолицая красавица с черными бровями, с проседью в тёмных волосах, высокая, дородная, но статная. Она никогда не снимала траур. Даже на праздники, если звали петь, приходила в чёрном. Песни пела, держа в руках неизменный бубен…“.
 Как смогла прожить такую трудную, неласковую жизнь? Наверно, её друзьями были верность и искренность чувств, сила воли. Сплетни, сплетнями, но односельчане уважали её, выбирали присяжным заседателем в Кумухском суде. Изгнанная из родного дома, опутанная сплетнями, не понятая мужем, теперь Щаза стала классиком лакской литературы.

## Память
На сцене Лакского Музыкально-Драматического театра им. Э.Капиева режиссёром А. С. Магомедовым поставлен спектакль по пьесе Х. М. Халилова «Щаза из Куркли», основанный на фактах её биографии, её стихах. Памяти Щазы посвящён республиканский фестиваль народной песни «Щаза из Куркли», где её песни исполняются наряду с народными. Первый из фестивалей прошёл на родине Щазы в селе Куркли. Организаторами фестивалей выступают Республиканский Дом народного творчества Министерства культуры Республики Дагестан, администрация и Управление культуры МО «Лакский район». Большое количество сайтов с рассказами о жизни Щазы, её стихами, портретом свидетельствуют о том, что творчество её интересно, она не забыта.

## Щаза в музыке
- Андрей Волконский Жалобы Щазы для сопрано и камерного ансамбля на слова Щазы (1962)